# 茵蔯蒿
茵陈蒿（學名：Artemisia capillaris），是菊科蒿属的植物。多年生木狀草本，通常生長在海邊的旱生沙地上。其幼苗干燥后是一种中草药；作为中草药，與同科的“滨蒿”（Artemisia scoparia）共稱為“茵陈”。亦寫作「茵陳」、「茵陳蒿」。

## 型態
茎呈圆柱形，多分枝，长30-100厘米，直径2～8厘米，表面淡紫色或紫色，有纵条纹，体轻，质脆。绵茵陈多卷曲成团状，灰白色或灰绿色。茵陈蒿叶密集，或多脱落。下部叶二至三回羽状深裂，裂片条形或细条形，茎生叶一至二回羽状全裂，基部抱茎，裂片细丝状；头状花序卵形，多数集成圆锥状，长1.2～1.5mm，直径1～1.2mm，有短梗；总苞片3～4层，卵形，苞片3裂；外层雌花6～10个，可多达15个，内层两性花2～10个；瘦果长圆形，黄棕色。

## 藥用成分
是治療肝病的重要中藥。入药部分为全草乾幼苗， 含有6,7-二甲基七叶树内酯(6,7-dimethylsculetin)、α-蒎烯(α-pinene)、茵陈二炔酮(capillin)、茵陈烯块(capillene)等化学成分。

## 中醫所用的茵陳
「茵陳蒿」，始見於《神農本草經》。根據《中國藥典》記載，「茵陳」為菊科植物滨蒿（豬毛蒿）（Artemisia scoparia Waldst.et Kit.）或茵陳蒿（Artemisia capillaries Thunb.）的乾燥地上部分。春季幼苗高6－10cm時採收的習稱「綿茵陳」（即濱蒿與茵陳蒿帶有白色或灰白色絨毛的植物幼苗）。
中医认为气芳香，味苦微寒，归脾、胃、肝、胆经，有清湿热，退黄疸的功效。用来主治黄疸尿少、湿疮瘙痒、黄疸型传染性肝炎等症状。用量一般为10－15克。
中醫師認為茵陳可促進膽汁分泌，有利膽作用，故能退黃；另外，膽汁可刺激肝細胞再生，對保護肝臟非常重要，是保護肝細胞的良藥。現代藥理研究也證明，茵陳有顯著利膽、解熱、保肝、降血壓效果，對結核菌也有抑制作用。
台灣的中藥舖所售的茵陳，有「綿茵陳」與「北茵陳」兩類。北茵陳是唇形科植物牛至（Origanum vulgare L.）的乾燥帶花枝葉。臺灣市售茵陳藥材中，北茵陳佔多數。此可能是地區用藥習慣。北茵陳，有清暑解表，利水消腫的功能，民間常作為利尿、發汗劑，與具有清熱利濕作用，為治療黃疸要藥的綿茵陳在功效上有所不同。

## 其他用途
在過去蚊香和殺蟲劑未普及時，老一輩的人常將茵蔯蒿的莖葉曬乾，扎成一束，放在打過洞的鐵罐裡，傍晚時分在房間或禽畜的欄圈裡點燃，用以驅蚊。

## 延伸阅读
[在维基数据编辑]
 《植物名實圖考·茵陳蒿》，出自吳其濬《植物名實圖考》

## 外部連結
- 茵陳蒿 Yinchenhao （页面存档备份，存于） 藥用植物圖像數據庫 (香港浸會大學中醫藥學院) （中文）（英文）
- 茵陳 中藥材圖像數據庫  (香港浸會大學中醫藥學院) （中文）（英文）
- 茵陳 Yin Chen （页面存档备份，存于） 中藥標本數據庫 (香港浸會大學中醫藥學院) （繁體中文）（英文）
- 茵陳 Yin Chen （页面存档备份，存于） 中醫生活